# テムル・ブカ
テムル・ブカ（帖木児不花、生没年不詳）は、元の宗室。テムル（帖木児）とも。

## 生涯
オンシャンの子。雲南王であった父が泰定元年10月24日（1324年11月11日）に梁王に進封されると、その後を嗣いで雲南王に封じられた。泰定4年11月6日（1327年12月19日）、大叔父の泰定帝に召されて封地の雲南から上都に赴いた。致和元年（1328年）の泰定帝没後に起こった天暦の変によって父オンシャンが命を落とすと、内乱終結後の天暦3年2月23日（1330年3月12日）にテムル・ブカは吉陽軍（現在の海南省三亜市西北）に流罪となった。

## 参考資料
- 牛根靖裕「元代雲南王位の変遷と諸王の印制」（PDF）『立命館文學』第608号、立命館大学、2008年12月、397-371頁、ISSN 02877015。
- 森平雅彦「高麗王家とモンゴル皇族の通婚關係に關する覺書 (特集 東アジア史の中での韓國・朝鮮史)」『東洋史研究』第67巻第3号、東洋史研究会、2008年12月、363-401頁、doi:10.14989/152117、NAID 40016449497。

| スタブアイコン | サブスタブ | この項目は、まだ閲覧者の調べものの参照としては役立たない、人物に関連した書きかけの項目です。この項目を加筆・訂正などしてくださる協力者を求めています（P:人物伝/PJ:人物伝）。 |